# Georg Kraus (Managementberater)

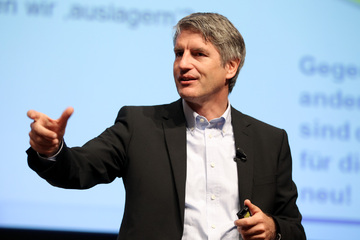
Georg Kraus

Georg Kraus (* 1965 in Friedrichshafen) ist deutscher Managementberater zu den Themen Strategie, Change Management und Projektmanagement. Er ist Autor zu seinen und angrenzenden Themen.

## Leben
Nach dem Abitur in Strasbourg und dem Studium des Diplom Wirtschaftsingenieurs an der Universität Karlsruhe (TH) promovierte Kraus am Institut für Arbeitswissenschaften der Hochschule Karlsruhe zum Thema Arbeitszufriedenheit. Seit 1987 ist er als Management- und Organisationsberater tätig und Geschäftsführer der Unternehmensberatung Dr. Kraus und Partner. Neben seiner Beratungstätigkeit hat er Lehraufträge an mehreren Universitäten wahrgenommen. Seit 2005 ist er externer Dozent für Interpersonal Skills an der TU Clausthal am Institut für Subsurface Energy Systems, seit 2015 als Honorarprofessor.
Georg Kraus lebt in der badischen Stadt Bruchsal.

## Monographien
- mit Johann Spermann und Tobias Zimmermann: Erfüllt leben, ein ignatianisches Fitnessbuch, Herder Verlag, Freiburg 2020, ISBN 978-3-451-38639-8.
- mit Matthias Nöllke und Christian Zielke: Praxiswissen Management, Haufe Verlag, Freiburg 2015, ISBN 978-3-648-07014-7.
- mit Christel Becker-Kolle, Thomas Fischer: Handbook Change Management: Management of Change Processes in Organizations Influencing Factors and Parties Involved Concepts, Instruments and Methods, Books on Demand, 2017, ISBN 978-3-746-07122-0.
- mit Ulrich Brandt: Prozesse erfolgreich managen, Books on Demand, 2017, ISBN 978-3744873277.
- mit Christel Becker-Kolle, Thomas Fischer: Change Management. Gründe, Ablauf und Steuerung, Cornelsen Verlag, Berlin 2010, ISBN 978-3-41186378-5.
- mit Christel Becker-Kolle, Thomas Fischer: Handbuch Change Management. Steuerung von Veränderungsprozessen in Organisation. Einflussfaktoren und Beteiligte. Konzepte, Instrumente und Methoden, Cornelsen Verlag, 3. Aufl., Berlin 2010, ISBN 978-3-58923635-0.
- mit Reinhold Westermann: Projektmanagement mit System. Organisation, Methoden und Steuerung, Springer Gabler, 5. Aufl., Wiesbaden 2014, ISBN 978-3-8349-1905-2.
- mit Gerald Lembke, Nadine Soyez, u. a.: Digitale Medien im Unternehmen: Perspektiven des betrieblichen Einsatzes von neuen Medien, Springer Verlag, Berlin 2012, ISBN 978-3642299056.
- mit Wolfgang Werner: Projektmanagement im Einkauf. Leistungs- und Kostenpotenziale ausschöpfen (Praxisreihe Einkauf Materialwirtschaft Band 16), Deutscher Betriebswirte Verlag 2008, ISBN 978-3886401321.
- Management Begriffe, Haufe Verlag, Freiburg 2005, ISBN 978-3-44807309-6.
- mit Christel Becker-Kolle: Führen in Krisenzeiten. Managementfehler vermeiden, schnell und entschieden handeln, Gabler Verlag, Wiesbaden 2004, ISBN 978-3-40912448-5.
- mit Berndt Einecker und Michael Franke:  Wirtschaftsjargon und Akronyme, K-Verlag, 2005 ISBN 3-00-019536-X.
- Mit Projektmanagement zum Erfolg. Ein kleines Handbuch für Berater,  RKW Verlag, Eschborn 2002, ISBN 978-3-89644177-5.
- Einfluß des angewandten Projektmanagements auf die Arbeitszufriedenheit der in einer Projektorganisation integrierten Mitarbeiter. Eine Felduntersuchung in der Automobilindustrie, Peter Lang Verlag, Frankfurt 1996, ISBN  978-3-63149262-8 (= Dissertation).